# Hexatoma aperta
Hexatoma aperta är en tvåvingeart som först beskrevs av Alexander 1920.  Hexatoma aperta ingår i släktet Hexatoma och familjen småharkrankar. Inga underarter finns listade i Catalogue of Life.